# Leyla Lydia Tuğutlu
Leyla Lydia Tuğutlu, née le 29 octobre 1989 à Berlin, est un mannequin et une actrice turque ayant été couronné Miss Turquie en 2008.
Elle a joué dans la série télévisée Karadayi et joue aussi un rôle important dans la série Bu Şehir Arkandan Gelecek.